# Torrena
Torrena ou Torre Nacional é um projeto de torre de telecomunicações e infraestrutura de entretenimento planeado para a cidade de Guadalajara, no México, mas cancelado definitivamente em 2010. A torre projetada atingiria os 336,5 metros de altura. A construção chegou a ser iniciada em 2005, mas o projeto foi parado em 2006, pouco depois de se terem iniciado trabalhos de escavação.